# Москоу (Великобритания)
Мо́скоу (англ. Moscow) — деревня в Великобритании (Шотландия, графство Ист-Эршир).

## Происхождение названия
Название населённого пункта возможно произошло от Moss-hall или Moss-haw, но произношение Москоу утвердилось в 1812 году, во время нашествия Наполеона на Россию, именно к этому времени относится возведение первого дома в Москоу. Мэр близлежащего города Эр заявил, что «во время Крымской войны в регионе осели различные беженцы и пленные из России, и примерно в это время российские имена были даны различным местам в окру́ге».
В окру́ге имеются река Волга-Бёрн (Volga Burn), местности Расчоу (Ruschaw) и Литтл-Раша (Little Russia).

## Описание
В 2008 году рядом с деревней была построена взлётно-посадочная полоса для лёгких самолётов.